# Kartodromo

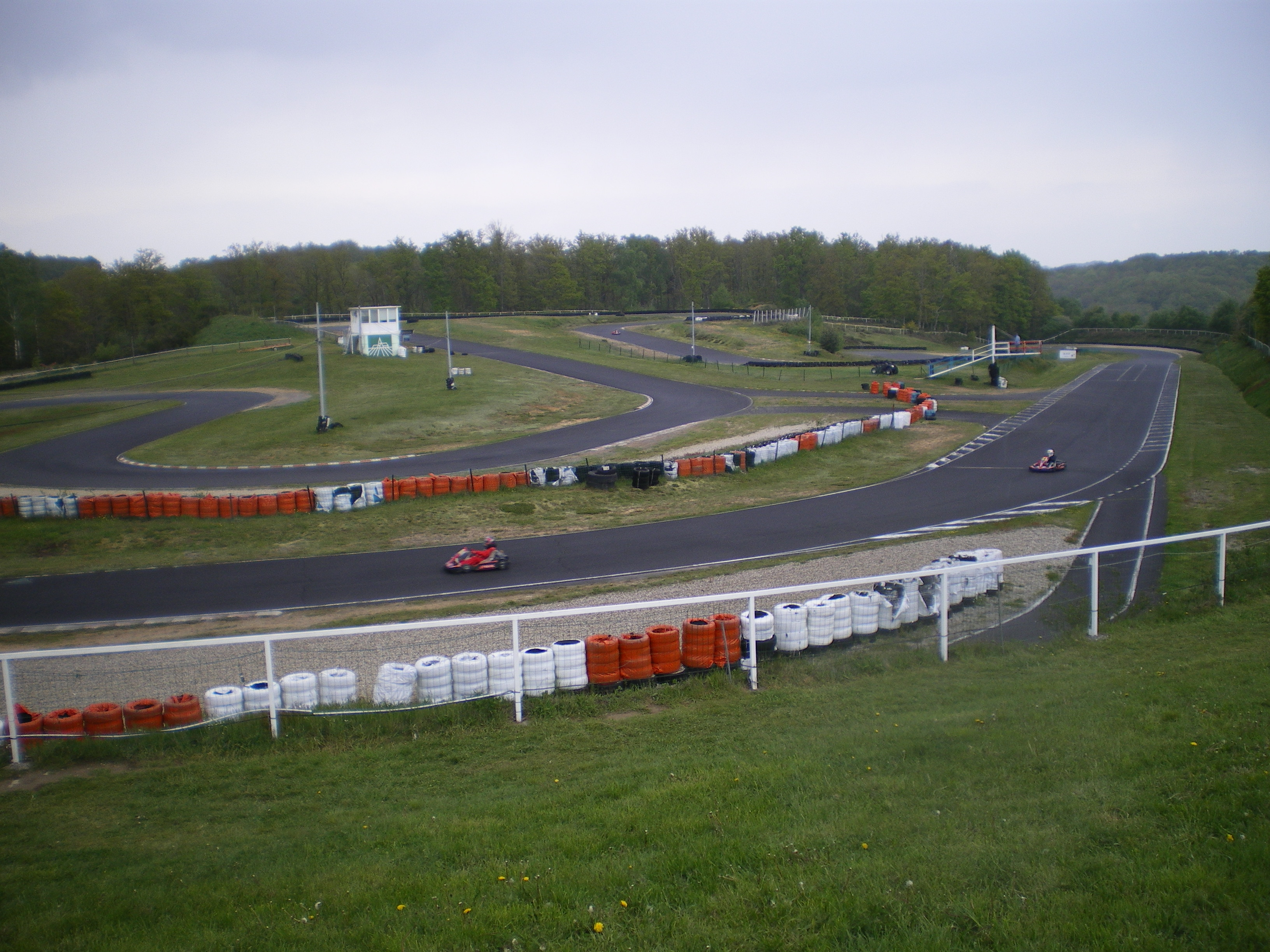
Il kartodromo di Pers, in Francia

Un kartodromo o kartdromo [comp. di kart e dromo, dal greco dromos "correre"] è un impianto sportivo dove si tengono competizioni motoristiche con i kart. Si tratta di impianti che propongono percorsi di diversa difficoltà per mettere alla prova le capacità di guida dei piloti e le caratteristiche costruttive dei veicoli che vi corrono. Esso può essere costruito all'esterno (kartodromo outdoor) o all'interno di capannoni industriali, tensostrutture o simili (kartodromo indoor). Recentemente sono nati dei kartodromi invernali su ghiaccio (temporanei nei mesi invernali) appositamente disegnati per l'Ice Karting

## Dimensioni
La lunghezza di un kartodromo solitamente va da un minimo di 400 metri fino ad un massimo di 1700 metri, mentre la larghezza della carreggiata  parte da un minimo di 6 metri fino ad un massimo di 11 metri.
Il paddock ha solitamente una superficie minima di 2500 m², anche se negli impianti che ospitano gare internazionali supera i 20.000 m².

## Alcuni esempi
| Circuito          | Lunghezza | Larghezza |
| ----------------- | --------- | --------- |
| Pomposa           | 1200 m    | 9 m       |
| Cavalletto d'Ocre | 400 m     | 7 m       |
| Val Vibrata       | 1050 m    | 9 m       |
| Sarno             | 1699 m    | 11 m      |
| Viterbo           | 1300 m    | 9 m       |
| Gela              | 1260 m    | 8 m       |
| Rastellino        | 600 m     |           |
| Extrema Kart      | 600 m     |           |
| SestuGo           | 1000 m    | 10 m      |